# Tulum (Maya-Stätte)

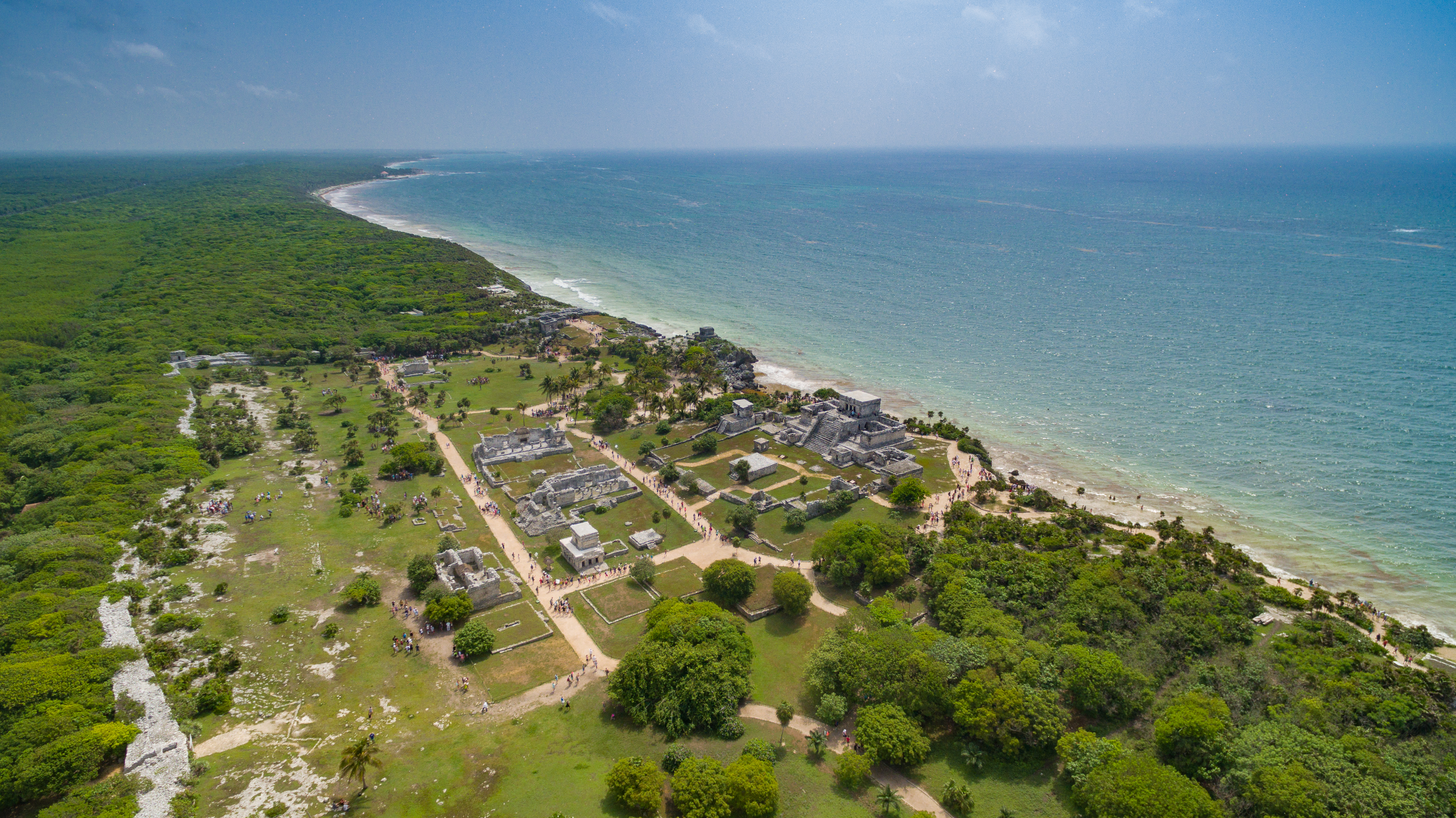
Maya-Stätte von Tulum

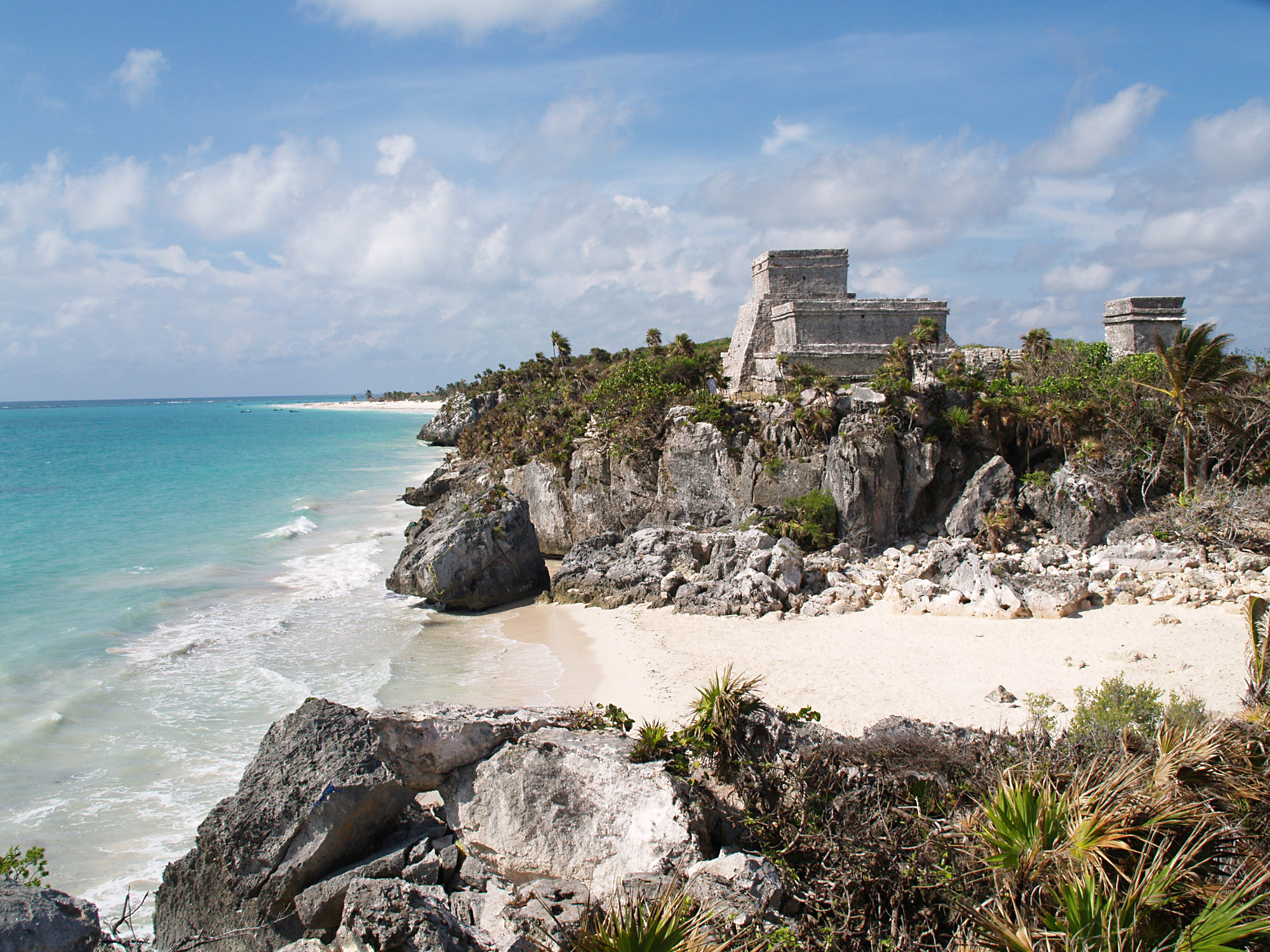
Tulum

Tulum (auf Mayathan Tulu’um, „Mauer“ oder „Festung“) liegt an der so genannten Riviera Maya, einem Küstenstreifen an der Karibikküste von Mexiko im Bundesstaat Quintana Roo, rund 130 Kilometer südlich von Cancún.
Tulum gehört zu denjenigen Maya-Fundstätten, die direkt am Meer liegen. Die bekanntesten Gebäude sind neben dem sogenannten „Schloss“ der „Tempel des Herabsteigenden Gottes“, auch „Haus des Halach Huinik“ genannt, der „Tempel des Windes“ und der „Freskentempel“. Die innere Stadt wird von einer zum Meer hin offenen Stadtmauer umrundet, an deren Nordwest- und Südwestecken Wachtürme stehen. Aus denkmalpflegerischen Gründen sind für Besucher nicht mehr alle Strukturen zugänglich. Ebenso wurde die Stätte zur Beobachtung des Sternenhimmels, insbesondere der Venus errichtet. Der Maya-Kalender wurde an solchen Plätzen erstellt und ständig überprüft. Kleine Fensteröffnungen zeigen noch heute die Ausrichtung und Weiterleitung von Sonnenstrahlen zur Wintersonnenwende.

## Geschichte
Besiedelt seit ungefähr 1200, war Tulum im 13. und 14. Jahrhundert eine der größeren Städte der Halbinsel Yucatán. Territorial lag Tulum, das in den Chilam Balam Texten Zama genannt wird, in der Maya-Jurisdiktion Ekab.
Der Kaplan und Chronist Juan Díaz, ein Mitglied der spanischen Juan-de-Grijalva-Expedition, erwähnte Tulum als erster Europäer im Jahr 1518. Er verglich die Größe der Stadt mit der von Sevilla. Vermutlich war Tulum wegen seiner günstigen Lage am Meer ein wichtiger Handels-Knotenpunkt der Maya und verfügte über ein entwickeltes Verteidigungssystem. Als religiöses Zentrum wurde Tulum noch bei der Ankunft der Spanier genutzt.
Der erste neuzeitliche Besucher, der ausführlichere Aufzeichnungen hinterlassen hat, war John Lloyd Stephens.
Während des Kastenkrieges (1847–1901) war Tulum ein Zentrum des Widerstands der Maya. Hier befand sich – ähnlich wie in Chan Santa Cruz – ab 1871 ein Sprechendes Kreuz, das von der Maya-Priesterin María Uicab, der „Königin von Tulum“, gehütet wurde.

## Bauwerke

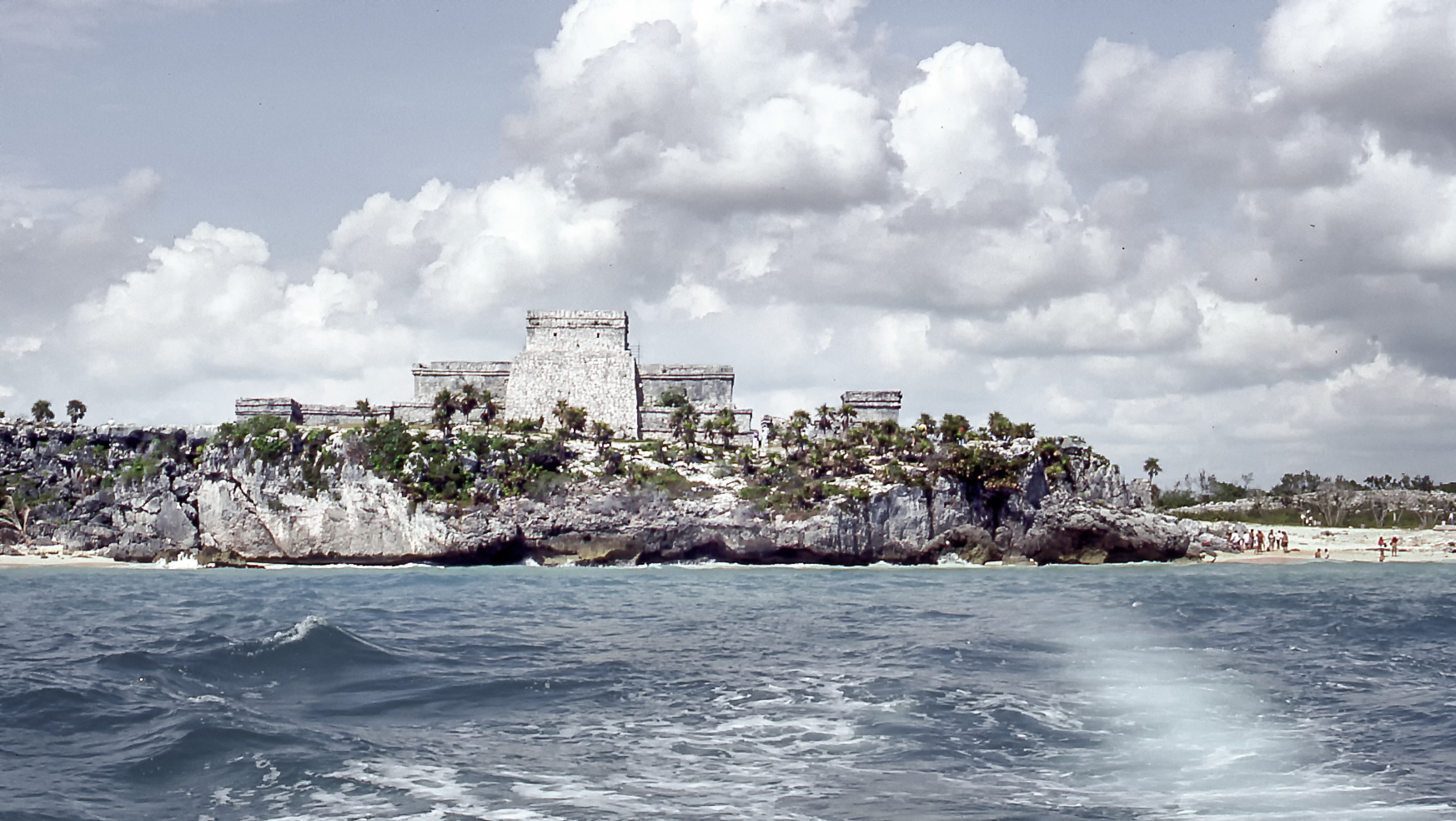
Tulum vom Meer aus

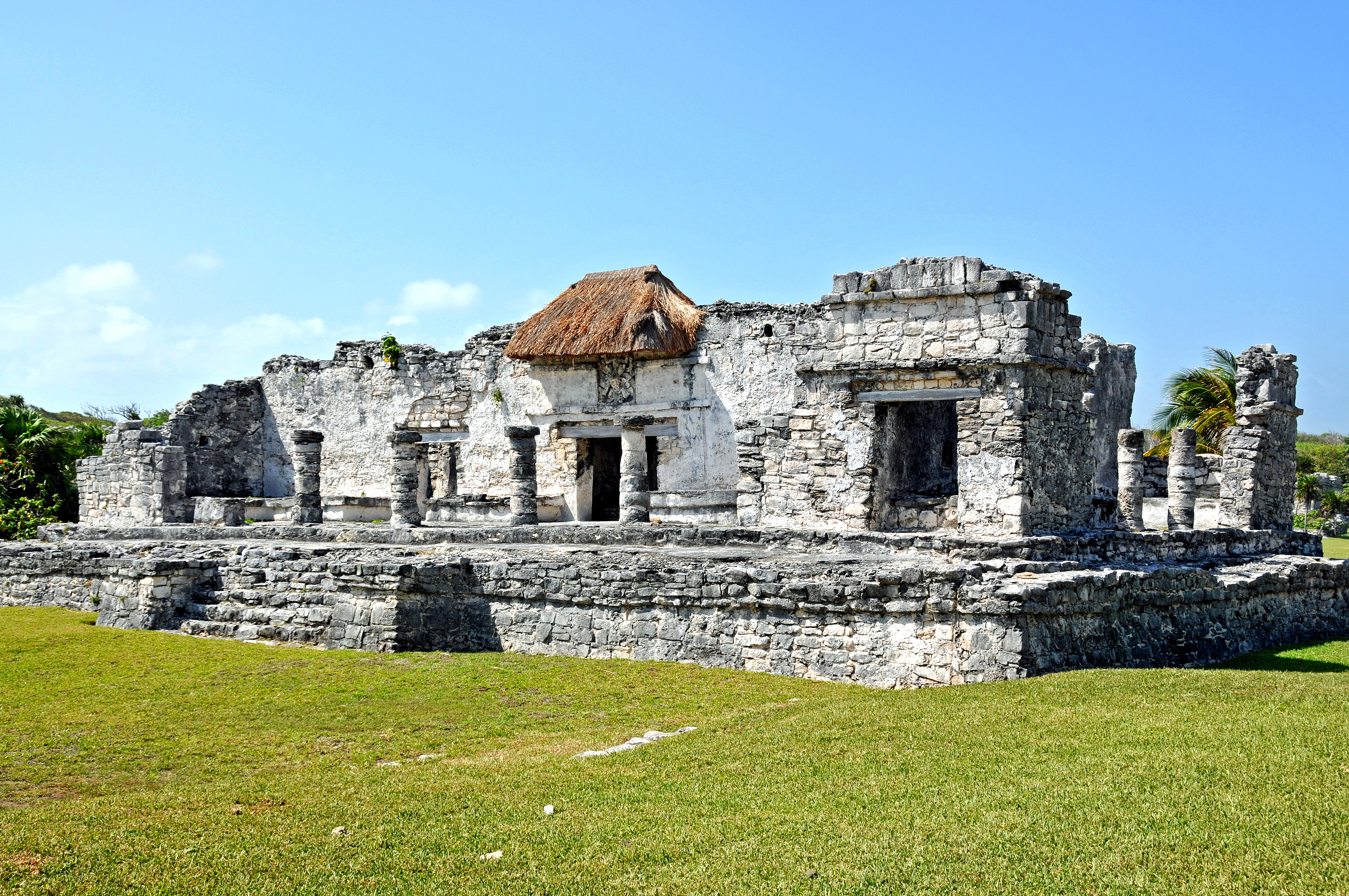
Tempel des Herabsteigenden Gottes

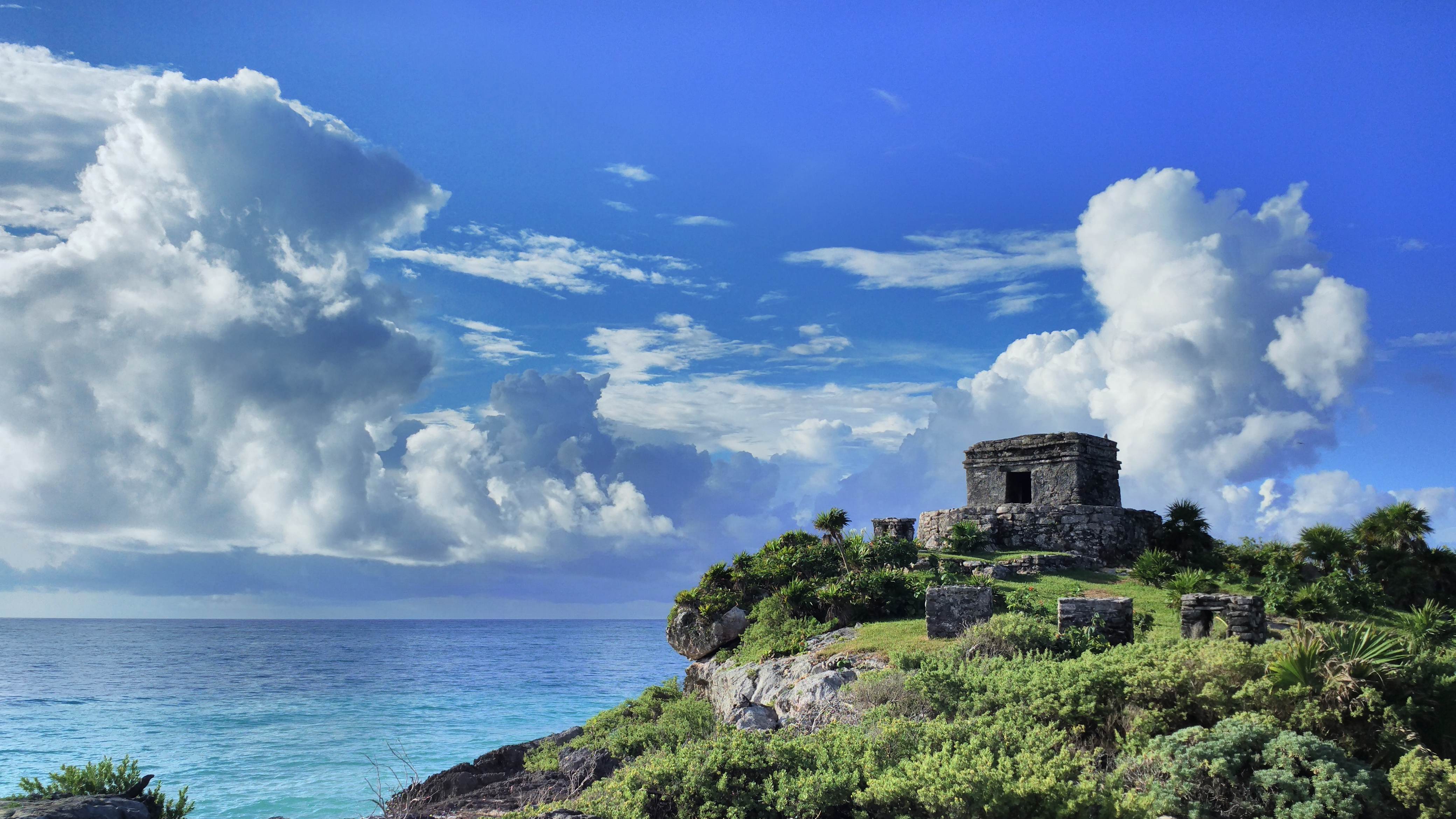
Tempel des Windes und Strand

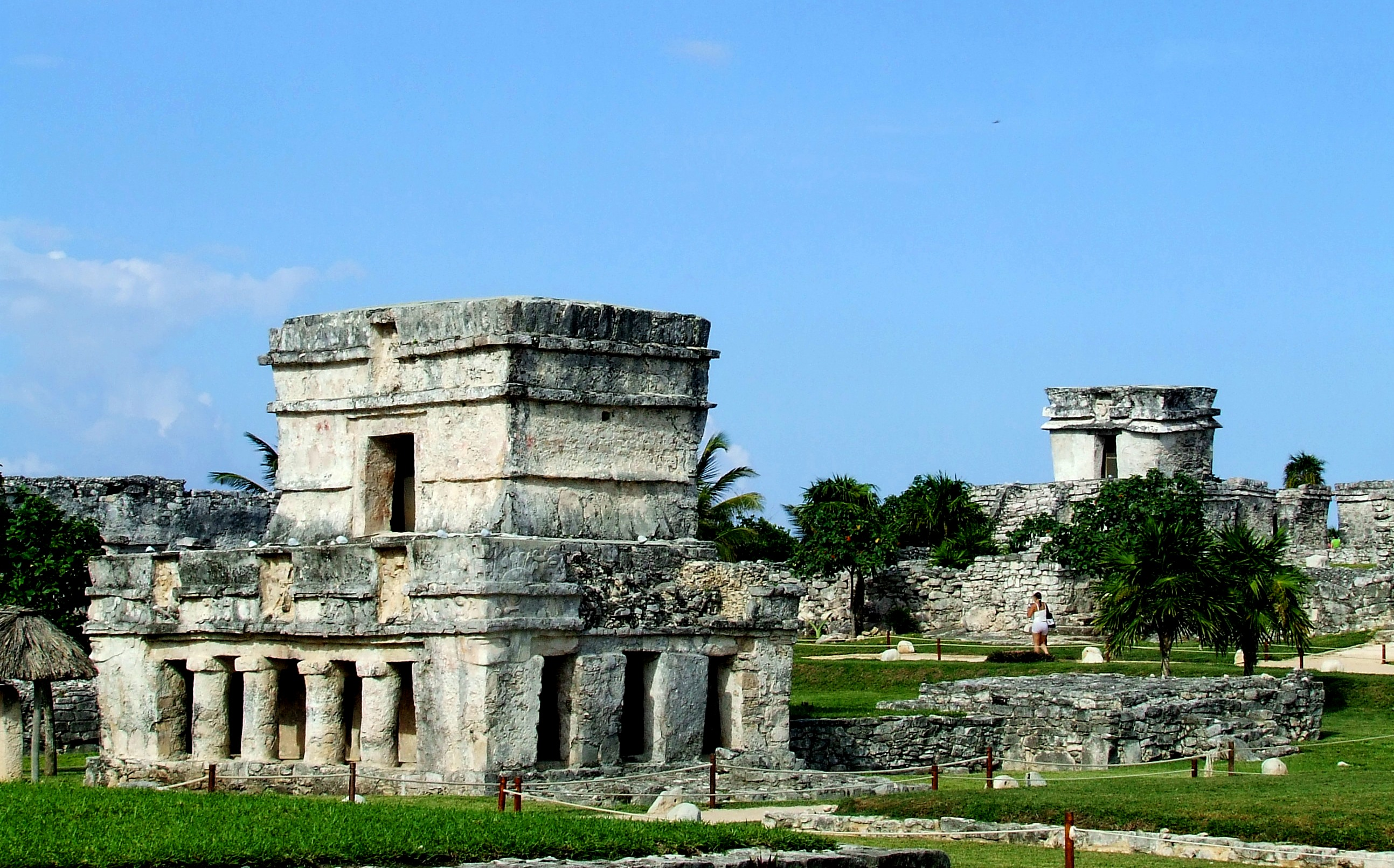
Freskentempel, im Hintergrund das Castillo

Das ganze – mit Ausnahme der Seeseite – von einer rechtwinkligen Mauer umschlossene Stadtareal mit Seitenlängen von 385 und 165 m war mit niedrigen Wohnhäusern bebaut, von denen nur noch Sockelmauern zu erkennen sind. Die größeren Tempelbauten tragen heute beschreibende Namen, die nicht authentisch sind; auffällig sind die repräsentativen Dachfronten im Puuc-Stil. Außerhalb der Stadtmauer standen die Hütten der einfachen Bevölkerung.
- Das „Schloss“ (spanisch Castillo) ist das höchste Gebäude von Tulum. Der Spanier Juan Díaz hielt diesen Turm im Jahr 1518 für den größten, den er je gesehen hatte. Das obere Gebäude hat zwei gewölbte Räume, deren drei Eingänge durch schlangenförmige Säulen abgestützt sind. Deren nicht mehr erhaltenen Schlangenköpfe ruhten auf dem Boden. Der sonstige Fassadenfries ist relativ schlicht.
- Der „Tempel des Herabsteigenden Gottes“ (spanisch Templo del Dios Descendente) erhielt seinen Namen von der im Dachfries enthaltenen Figur des herabsteigenden Gottes. Diese in Tulum mehrfach (beispielsweise im Schloss) abgebildete Gottheit wurde mit dem Sonnenuntergang, dem Regen, dem Blitz und der Bienenzucht in Verbindung gebracht und hieß auf Mayathan Ah Mucen Cab (Bienengott). Andererseits wird das Gebäude auch als Residenz bzw. Wohnsitz des Herrschers (Halach Huinik) angesehen.
- Der „Freskentempel“, auch „Tempel der Friese“ (spanisch Templo de las Pinturas), erhielt seinen Namen aufgrund der zahlreichen Wandmalereien von Schlangen, Fischen, Eidechsen und anderen Meerestieren, welche jeweils Gottheiten einrahmen. Vermutlich diente der Tempel der Anbetung von Gottheiten, die im Zusammenhang mit der Fruchtbarkeit des Bodens standen. Das Erdgeschoss enthält einen Säulen- und einen Pfeilerportikus.
- Der „Tempel des Windgottes“ (spanisch Templo del Dios del Viento) wurde auf einem natürlichen Hügel in unmittelbarer Nähe zum Meer errichtet. Er ist auf einer halbrunden Plattform errichtet und besitzt nur einen Raum. Die halbrunde Struktur lässt auf die Anbetung des Windes schließen und stellt eine für die Maya-Kultur seltene Bauweise dar. Vergleichbare architektonische Grundstrukturen finden sich weiter westlich, beispielsweise in Uxmal an der „Pyramide des Zauberers“.

## Sonstiges
Die Stadt (wie sie im 18. Jahrhundert aussah) wurde in dem Videospiel Assassin’s Creed IV: Black Flag nachgebildet.